# 어글리 시스터
《어글리 시스터》 (노르웨이어: Den Stygge Stesøsteren)는 2025년 풍자 블랙 코미디 바디 호러 영화로, 에밀리 블리치펠트가 각본을 쓰고 연출한 작품으로 에밀리 블리치펠트의 장편 감독 데뷔작이다. 레아 미렌, 테아 소피 로흐 네스, 아네 달 토르프, 플로 파게를리 주연으로, 동화 "신데렐라"의 모티프를 각색해  아름다워지기 위해 이복자매와 경쟁하는 엘비라의 이야기를 다룬다. 2025년 1월 23일 선댄스 영화제에서 미드나잇 섹션의 개막작으로 최초 공개되었다.
노르웨이, 폴란드, 스웨덴, 덴마크 간의 국제 공동 제작으로, 선댄스에서 첫 공개된 후 2025년 2월 16일 제75회 베를린 국제 영화제의 파노라마 섹션에서 상영되었다. 2025년 3월 7일 스칸박스 엔터테인먼트를 통해 노르웨이 극장에서 개봉되었으며, 덴마크에서는 2025년 5월 28일, 스웨덴에서는 2025년 6월 13일 극장 개봉 예정이다.

## 줄거리
레베카라는 미망인에게는 엘비라와 알마라는 두 딸이 있고, 오토라는 나이 든 홀아비에게는 아그네스라는 딸이 있다. 빚에 시달리던 오토와 레베카는 서로에게 돈이 있다고 착각하고 결혼하여 가족을 합친다. 레베카의 부와 특권에 대한 희망은 결혼 첫날 밤 오토가 죽고 가족들이 그가 실제로는 한 푼도 없다는 것을 알게 되면서 산산조각 난다. 아그네스는 의붓어머니와 두 의붓자매가 낮은 신분이라며 거만하게 행동한다. 또한 의붓어머니가 썩어가는 아버지의 시신을 묻는 데 돈을 쓰지 않고 딸의 미용에 돈을 쓰는 것을 꾸짖는다.
가계 재정을 개선하기 위해 레베카는 큰딸 엘비라를 줄리안 왕자와 결혼시킬 계획을 세운다. 엘비라는 천박한 왕자와의 결혼을 꿈꾸지만, 레베카는 자신의 딸이 일반적으로 못생겼다고 여겨지며, 특히 아그네스와 경쟁할 경우 그를 사로잡을 가능성이 거의 없다는 것을 알고 있다.
외모를 개선하기 위해 레베카는 엘비라에게 일련의 고통스럽고 원시적인 성형 수술을 받게 한다. 엘비라는 또한 체중을 줄이기 위해 촌충 알을 삼키고, 에티켓 학원 수업을 받는다. 이러한 압력으로 인해 엘비라는 처음에 의붓언니를 존경했지만, 아그네스는 외모나 재능을 위해 노력할 필요가 없다고 느끼면서 분노로 변한다. 어느 날 밤, 엘비라는 아그네스가 마부 이삭과 성관계를 맺는 것을 발견하고 레베카에게 보고한다. 역겹게 생각한 레베카는 아그네스를 하녀로 만들고, 가족들은 그녀를 신데렐라라고 부르기 시작한다. 왕실 무도회가 다가오면서 엘비라는 영양실조에 걸리고 머리카락이 뭉치로 빠지기 시작한다.
어머니와 함께 드레스를 맞춰보는 동안 드레스 판매상은 엘비라에게 가발과 가운을 준다. 그는 아그네스의 아름다움을 알아보고 그녀에게 부적절한 접근을 한다. 아그네스는 혐오감에 그와 바닥에 침을 뱉고, 레베카는 그녀에게 그것을 닦으라고 지시한다. 그들이 돌아왔을 때, 엘비라는 아그네스가 무도회복을 입고 있는 것을 보고 화가 나서 그것을 찢어버린다. 한편, 알마는 그날 밤 처음으로 생리를 시작하자 겁에 질린다. 나중에 아그네스는 아버지의 무덤 앞에서 울고 있다. 친어머니의 환영을 보고, 어머니는 그녀에게 아름다운 신발 한 켤레를 주며 자정까지 마차가 호박으로 변할 것이라고 경고한다. 누에들이 아그네스의 찢어진 가운을 고쳐준다.
무도회에서 엘비라는 줄리안 왕자의 관심을 끌지만, 늦게 도착한 베일을 쓴 아그네스에게 금세 시선을 빼앗긴다. 엘비라는 다른 방으로 도망쳐 촌충 알을 토해낸다. 나중에 두 여성은 집으로 돌아간다. 아그네스가 실수로 줄리안이 자신의 꿈의 여인을 식별하는 데 사용할 슬리퍼 한 짝을 남겨두고 갔다는 것을 안 엘비라는 아그네스를 공격하고 다른 신발을 넘겨주도록 강요한다. 발이 슬리퍼에 너무 크다는 것을 발견하자, 엘비라는 발가락을 잘라내려고 한다. 레베카와 알마에게 발견되고, 알마는 레베카가 침착하게 엘비라를 진정시키고 작업을 완료하는 것에 경악한다.
다음 날 아침, 부상당한 엘비라는 왕자의 도착을 알리는 나팔 소리를 듣는다. 걸을 수 없어 바닥을 기어 내려오다가 계단에서 굴러 떨어져 코가 부러지고 이가 부러진다. 아그네스와 왕자가 서로를 성공적으로 찾았다는 것을 발견하고 자신의 노력이 헛수고였다는 것을 깨닫는다. 좌절한 엘비라는 알마의 말을 듣고 해독제를 복용하고 큰 촌충을 토해낸다. 자매들은 어머니의 영향에서 벗어나 자유롭게 살기 위해 어머니를 떠나고, 레베카는 무도회에서 만난 남자를 계속 유혹한다.
쿠키 영상에서는 레베카가 오토를 묻는 것을 소홀히 하고 자신의 남은 돈을 엘비라의 고통스러운 수술 비용으로 사용했기 때문에 오토의 썩어가는 시신이 집에 남아있는 것으로 드러난다. 영화 내내 사랑하는 아버지를 묻는 것에 몰두했던 아그네스도 그렇게 하지 못했는데, 이는 그녀가 왕자와의 학대적인 관계에 빠졌음을 암시한다.

## 출연진
- 레아 미렌 - 엘비라 역
- 아네 달 토르프 - 레베카 역
- 테아 소피 로흐 네스 - 아그네스 역
- 플로 파게를리 - 알마 역
- 이사크 칼름로트([[:sv:{{{3}}}|스웨덴어판]]) - 줄리안 왕자 역
- 말테 미렌베르그 고딩어 - 이삭 역
- 랄프 칼슨([[:sv:{{{3}}}|스웨덴어판]]) - 오토 역
- 세실리아 포르스 - 소피 폰 크로넨베르그 역
- 카타르지나 헤르만 - 완지아 부인 역
- 아담 룬드그렌 - 에스테티크 박사 역
- 윌리 람네크 페트리 - 프레데리크 폰 블럭피쉬 역
- 키레 헬룸([[:no:{{{3}}}|노르웨이어판]]) - 얀 역
- 옥사나 체르카시나([[:pl:{{{3}}}|폴란드어판]]) - 요리사 역
- 리차드 포르스그렌([[:sv:{{{3}}}|스웨덴어판]]) - 집사 역
- 아그니에스카 줄레브스카([[:pl:{{{3}}}|폴란드어판]]) - 아그네스 어머니 역

## 제작
작가 겸 감독인 Emilie Blichfeldt는 노르웨이 영화 학교에서 졸업 작품을 작업하는 동안 《어글리 시스터》를 개발하기 시작했다. 처음에는 "외롭다고 말하는 외음부"를 가진 여성을 따라가다가, 블리치펠트는 그림 형제의 신데렐라 이야기 버전인 "아셴푸텔"에서 영향을 받아 신데렐라의 의붓자매 중 한 명이 유리 구두에 발을 맞추기 위해 발가락을 자르는 캐릭터로 재구상했다. 2015년에 데이비드 크로넌버그의 1996년 영화 크래쉬를 보기 전까지는 바디 호러 장르에 익숙하지 않았고, 이로 인해 "크로넌버그의 모든 것에 깊이 파고들어" 이탈리아 영화 감독 다리오 아르젠토와 루치오 풀치의 영화들을 발견하게 되었다. 그들의 영화와 쥘리아 뒤쿠르노의 로우 (2016)는 그녀가 영화에 바디 호러를 활용하도록 이끌었다. 각본은 블리치펠트의 "자신의 신체 이미지와의 씨름"에서 영감을 받았으며, 이를 통해 "공감과 불편함을 동시에 유발하고 [영화] 관객들이 아름다움에 대한 자신의 인식과 관계를 성찰하도록" 의도했다.
블리치펠트는 어릴 적 캠프 영화인 세 가지 소원의 노르웨이어 더빙판을 정기적으로 보았는데, 이를 《어글리 시스터》의 시각적 스타일에 "시간을 초월한 옛날 옛적 분위기를 조성하는" 영향으로 꼽았다. 블리치펠트는 포르노 영화 제작자로 알려진 폴란드 감독 발레리안 보로브치크가 "놀라운" 영향을 주었다고 말했는데, 그는 "자연스럽고 아름다운 신체"를 촬영하는 방식과 그의 작품의 "뻔뻔하고 섹시한 기괴함"에 공감했다.
Mer Film의 Maria Ekerhovd가 제작했으며, 리제트 욘직, 젠트로파 스웨덴, 마리우스 블로다르스키, 라바 필름스, 테이스 뇌르가르드, 모터와 공동 제작했으며, 노르웨이 영화 협회, 폴란드 제작 인센티브 및 폴란드 영화 협회, 스웨덴 영화 협회, 덴마크 영화 협회, 유리마쥬, DR, 노르딕 영화상, Western Norwegian Film Center의 지원을 받았다. 배급은 Scanbox Entertainment가 맡았고, 국제 판매권은 멘토 인터내셔널이 가지고 있다.
영화 제작진은 의상 디자이너 마농 라스무센, 촬영 감독 Marcel Zyskind, 편집자 보더 올리비아 네르가르드-홀름, 시각 효과 감독 피터 효트, 시각 효과 메이크업 아티스트 토마스 폴베르그로 구성되었다.

## 개봉
2025년 1월 23일 선댄스 영화제 미드나잇 섹션에서 첫 선을 보였으며, 2025년 2월 16일 제75회 베를린 국제 영화제 파노라마 섹션에서 상영되었다. 또한 2025년 8월 16일 아만다상 후보작으로 제53회 노르웨이 국제 영화제에서 상영될 예정이다.
미국의 OTT 구독형 주문형 비디오 서비스인 셔더가 2024년 12월 북미, 영국, 호주, 뉴질랜드 배급권을 획득했다. 또한 멘토에 의해 ESC 필름스 카펠라이트, 베타 필름, 레브 시네마, ADS, 케이 필름스, 시네 카니발, 뉴 셀렉트, 하우스 오브 M, PT 팔콘, 에스틴 필름, 벤데타 필름스에 판매되었다.
2025년 3월 7일 스캔박스를 통해 노르웨이 극장에서 개봉되었다.
2025년 4월 18일 IFC 필름스를 통해 미국 극장에서 개봉되었다.

## 평가
리뷰 애그리게이터 웹사이트 로튼 토마토에서 96% 121명의 평론가의 리뷰는 긍정적이다. 이 웹사이트의 대체적인 의견은 다음과 같다: "고전 동화에 망치와 끌을 들이댄 《어글리 스텝시스터》의 고어와 전복의 능숙한 적용은 악몽을 만들기에 충분하다." 가중 평균을 사용하는 메타크리틱은 이 영화에 100점 중 70점을 부여했으며 이는 22명의 평론가를 기반으로 "대체로 호의적인" 평가를 받았다.
가디언의 피터 브래드쇼는 이 영화에 별 5개 중 3개를 주며 "신데렐라의 성적이고 가부장적인 이미지에 대해 매우 잘 아는 영화, 앤절라 카터의 포스트여성주의 전통을 잇는 영화이며, 마이클 퍼터키의 저급한 1977년 포르노 뮤지컬 버전과는 달리 신발 속 발의 노골적인 성적 상징을 피한다. 블리치펠트는 우아한 데뷔작을 만들었다"고 평했다. 타임스의 케빈 마허 또한 별 5개 중 3개를 주며 "인상적이다. 30년간의 영화 비평에서 구토할까봐 화면에서 눈을 돌려야 했던 것은 이번이 처음이다. 시체가 산산조각 나는(지난주 워페어를 보라) 특별히 역겨운 장면은 아니다. 대신 노르웨이 영화 제작자 에밀리 블리치펠트의 이 신데렐라 재해석 데뷔작의 깊이 불안한 순간이다"라고 썼다. 버라이어티의 피터 데브루게는 "여성 캐릭터들이 느끼는 감정과 남성들이 그들에게 부여하는 기대치를 대비시키면서, 블리치펠트는 현실 세계든 이 뒤틀린 허구의 왕국이든 불가능한 미의 기준이 가장 불공평하다는 것을 분명히 한다"고 썼다.

### 수상
| 시상식                 | 날짜            | 부문                             | 수상자                                        | 결과 | Ref.   |
| ---------------------- | --------------- | -------------------------------- | --------------------------------------------- | ---- | ------ |
| 베를린 국제 영화제     | 2025년 2월 23일 | 최우수 장편 영화 파노라마 관객상 | 에밀리 블리치펠트                             | 후보 | [ 30 ] |
| 부천국제판타스틱영화제 | 2025년 7월 11일 | 작품상                           | 《어글리 시스터》                             | 수상 | [ 31 ] |
| 아만다상               | 2025년 8월 16일 | 최우수 각본                      | 에밀리 블리치펠트                             | 후보 | [ 32 ] |
| 아만다상               | 2025년 8월 16일 | 최우수 남우조연상                | 아네 달 토르프                                | 후보 | [ 32 ] |
| 아만다상               | 2025년 8월 16일 | 최우수 신인상                    | 레아 미렌                                     | 후보 | [ 32 ] |
| 아만다상               | 2025년 8월 16일 | 최우수 시각 효과                 | 마시에이 린키에비치 (XANF)                    | 후보 | [ 32 ] |
| 아만다상               | 2025년 8월 16일 | 최우수 메이크업 디자인           | 토마스 폴베르그 및 아네 카트린 사우에르베르그 | 후보 | [ 32 ] |
| 아만다상               | 2025년 8월 16일 | 최우수 의상 디자인               | 마농 라스무센                                 | 후보 | [ 32 ] |

## 내용주
1. ↑  그림 형제가 "신데렐라"의 원작자는 아니지만, 그림 형제의 판본인 "아셴푸텔"(독일어로 "작은 재투성이 소녀"라는 뜻)에는 신데렐라의 의붓자매들이 신데렐라의 유리 구두에 맞추기 위해 발을 훼손하는 등 다른 판본에는 없는 잔혹한 요소가 포함되어 있으며, 이는 《어글리 시스터》의 영감이 되었다.[1]